# Renault 18
El Renault 18 va ser un automòbil del segment D produït per Renault des del 1978 fins al 1992.
Amb un disseny que va ser a càrrec de Gaston Juchet i sota un eslògan publicitari que deia "Une exigence internationale" (un requisit internacional), el Renault 18, el substitut del Renault 12, va debutar com a sedan de 4 portes al Saló de l'Automòbil de Ginebra de 1978. La seva comercialització va iniciar al maig del mateix any, amb quatre versions diferents: TL, GTL, TS i GTS. A l'any següent, en el mateix saló, es va donar a conèixer la variant familiar o "break" de cinc portes, sota els acabats TL i TS. El Renault 18 es va conèixer internament com a "Projecte 134" (sedan) i "Projecte 135" (familiar). A més d'haver estat produït i venut a Europa i Amèrica, també es va fabricar i es va vendre a Iran, Indonèsia, Armènia i Austràlia.
En 1986, el Renault 21 va ser llançat al mercat com a substitut del Renault 18, que es va deixar de fabricar a França en 1989, després de 2.028.964 unitats venudes. No obstant això, el Renault 18 es va mantenir en producció en Amèrica del Sud, específicament a l'Argentina, fins a novembre de 1993.

## Motoritzacions
El Renault 18 va equipar motors de quatre cilindres en línia i dues vàlvules per cilindre, gasolina o dièsel, amb diferents cilindrades i xifres de potència. Va haver-hi diferents versions amb turbocompressor, injecció de combustible o carburador. Ha estat un dels models més complets de Renault, quant a versions es refereix.
Entre les variants amb motor de gasolina, inicialment les versions TL i GTL estaven equipades amb el motor Cléon de 1397 cc i 63 HP, totes dues amb transmissió manual de 4 velocitats. Les versions TS i GTS muntaven el motor Cléon-Alu A-Type de 1647 cc, el mateix que també equipava el Renault 17 TS, però prescindint de la injecció de combustible a favor d'un carburador, la qual cosa reduïa la seva sortida de potència fins als 79 HP, totes dues versions estaven equipades amb una transmissió manual de 5 velocitats, però de manera opcional podien equipar una transmissió automàtica de 3 velocitats. Aquestes versions eren anomenades TS Automatic i GTS Automatic, per a diferenciar-les de les seves contraparts de transmissió manual, TS 5 vitesses i GTS 5 vitesses.
El juliol del 1980 es va agregar una versió dièsel disponible en dues variants: TD i GTD. Tots dos models equipaven el motor de 2068 cc i 65HP (el mateix que muntava la versió dièsel del Renault 20). En 1981 apareix la variant turbodièsel del mateix motor, el qual produïa 88 HP, disponible per al TD i el GTD.
El setembre del 1980 va aparèixer la versió Turbo, que equipava el motor de 1565 cc, que gràcies a l'ús del turbocompressor declarava una potència de 110 HP, xifra que arribaria fins als 125 HP en les versions posteriors a 1984. Només va estar disponible amb una transmissió manual de 5 velocitats.
A la tardor de 1983 apareix a França la versió GTX, equipada amb el motor Douvrin de 1995 cc i 104 HP, disponible amb transmissió manual de 5 velocitats o automàtica de 3.

## Versions i cronologia

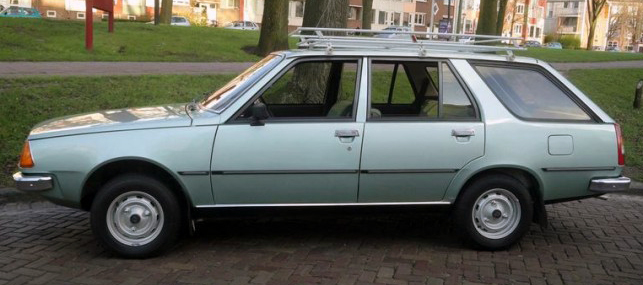
18 TL Break de 1980.

El Renault 18 es va oferir en forma de sedan de quatre portes i en forma de familiar o station wagon, que va ser coneguda com a "break". En 1980 Renault va llançar el coupé Renault Fuego, que compartia molts components mecànics amb el Renault 18.
Al llarg de la seva producció mundial, el 18 va tenir nombroses versions. A l'inici de la seva comercialització eren quatre versions de gasolina: TL, GTL, TS i GTS, a les quals se li van afegir, en 1980, les variants dièsel TD i GTD.
Els primers canvis en el Renault 18 van ser anunciats a l'octubre de 1978, per al model de 1979. Els cinturons de seguretat en els seients posteriors ara eren equip de sèrie i un estrangulador manual substituïa a l'estrangulador automàtic de les versions inicials. La variant familiar o "break", en versions TL i TS, així com un nou model bàsic anomenat Renault 18, a seques, van ser introduïts en 1979. També aquest mateix any les versions automàtiques del Renault 18 es van convertir en un model separat (amb equipament similar al del GTL). En 1980 es va oferir un nou alternador per a tots els models, que incloïa un regulador de voltatge muntat internament. Al juliol d'aquest mateix any van aparèixer les variants dièsel, disponibles en dues versions: TD i GTD. El model bàsic TD (sedan o familiar) tenia un nivell d'equipament similar el del TS, amb una transmissió manual de 4 velocitats, mentre que el GTD (només seden) tenia un nivell d'equipament similar el del GTS, amb una transmissió manual de 5 velocitats. La direcció assistida s'oferia com a opció en el GTD, mentre que la transmissió manual de 5 velocitats era opcional en el TD. Aquestes variants amb motor dièsel equipaven una suspensió davantera amb caiguda negativa, heretada dels Renault 20/30 i rodes assegurades amb quatre espàrrecs (al moment del seu llançament el Renault 18 lluïa rodes assegurades amb tres espàrrecs a l'igual el seu antecessor, el Renault 12, i diversos vehicles francesos contemporanis).
El setembre del 1980 s'introdueix la versió torbo, que també equipa la suspensió frontal de caiguda negativa, rodes assegurades amb quatre espàrrecs, aleró posterior, quadre de comandament i components de l'interior prestats del Renault Fuego. Posteriorment arribarien les variants amb turbo per al motor dièsel de 2068 cc.
En 1982 van veure la llum nombrosos canvis per a la gamma completa del Renault 18: la suspensió frontal de caiguda negativa, només disponible per als TD, GTD i Turbo, es va convertir en equip de sèrie per a totes les versions. Els indicadors frontals d'encreuament van passar de ser color ambre a blancs, els para-xocs i les manilles de les portes van passar a ser de polièster negre i es van redissenyar els seients posteriors per a donar major espai als passatgers. Entre els canvis específics de cada versió es troben l'opció d'una transmissió manual de 5 velocitats en el TL, el GTL va rebre una versió "econòmica" del motor de 1647 cc que produïa 72 HP, així com transmissió manual de 5 velocitats, grup final més llarg, encesa electrònica, etc. Les versions TS i GTS van ser discontinuades. Les versions amb motor de 2 litres van entrar en producció a França, a la fi de 1983, només per a l'exportació.
En 1983, es va oferir una edició especial anomenada "American". Era una edició limitada a 5200 exemplars (1500 amb el volant a la dreta, per al Regne Unit), que lluïa una pintura especial de dos tons, negre sobre platejat i molt equipament de luxe de "estil americà" tals com llandes d'aliatge i un interior més luxós. Va rebre la versió "descafeïnada" del motor de 1647 cc i es va vendre prou bé perquè en 1984 veiés la llum una segona sèrie anomenada "American 2". Aquesta versió tenia tancament centralitzat, ràdio i l'opció de triar quatre combinacions diferents de colors diferents. Es van fabricar uns 14.000 exemplars (8.000 per França i 6.000 per a la resta d'Europa).
L'abril del 1984 es va presentar el Renault 18 "Type 2". La graella va ser redissenyada i tots els models van estrenar una presa d'aire frontal, a més totes les versions seden van rebre un aleró posterior de sèrie. El quadre de comandament va ser reemplaçat pel del Fuego. A la tardor de 1983, com a model 1984, va ser introduïda la versió GTX amb motor de 2 litres (1995 cc). En els anys següents, els canvis van ser menors en la gamma del Renault 18, com a preparació per al llançament del nou Renault 21 a principis de 1986. Per a 1986 va estar disponible a França una sèrie limitada anomenada "18 Gala" i en 1985 va ser discontinuat el model Turbo (només al voltant de 650 Renault 18 Turbo van ser construïts aquest any). El mes de juliol de 1986 va marcar la fi de la producció del Renault 18 a França, no obstant això certes versions amb el motor Douvrin de 2 litres es van continuar assemblant fins a 1989, encara que només eren per a l'exportació. També a Amèrica Llatina va continuar la producció del Renault 18 fins a 1992.
Totes les unitats del Renault 18 que tenien la lletra "L" en la seva denominació muntaven el motor Cléon d'1.4 litres. Aquelles que tenien la lletra "S" muntaven el motor Cléon-Alu d'1.6 litres i les de la lletra "X" muntaven el Douvrin de 2.0 litres. L'excepció es va introduir amb les versions TX de 1992 d'ara endavant, que muntaven un motor de 2.2 litres.
Dins de la versió familiar, va haver-hi un acabat de tracció integral (LX), convertint-se en el primer Renault a equipar aquest sistema. A l'Argentina, aquest model estava dirigit a un mercat tan concret que Renault va fer un comercial només per a ser projectat als cinemes, com era de costum en l'època.

## Tracció
La transmissió del 18 era del tipus NG0, NG1, NG2 i NG3. Si bé el model estava equipat amb una caixa del canvi de quatre velocitats sincronitzades, també es podia optar per una caixa del canvi de 5 velocitats. Aquesta opció després va ser incorporada de sèrie.
Amb el pas del temps i els successius canvis que va anar experimentant el model, Renault decideix oferir com a opcional dos tipus de transmissions més: una automàtica de tres velocitats per al sedan i una altra integral 4x4 en la versió familiar.
Cap unitat d'aquest model tenia diferencial autoblocant.

## Versions internacionals

### Espanya
La producció a FASA España comença a la fi de 1978 amb l'armat dels GTS com a únic acabat disponible per al mercat espanyol, muntant propulsors de quatre cilindres de 1647 cc, carburador Solex 32 EITA, amb una potència declarada de 79 cv; en primer moment amb transeje manual de 4 velocitats.
També es produeixen els TL i GTL 1.4 de 64 cv per a la importació exclusivament.
En 1980 es produeixen les versions "Familiar" o ranxera, amb les mateixes especificacions que la berlina i apareixen les caixes de 5 velocitats.
A la fi de 1981 començaments de 1982 s'introdueixen alguns canvis en la gamma, són els anomenats "entresèries", la potència passa de 79 cv a 83 cv gràcies a un carburador de doble cos Weber 32 DIR i es munten els para-xocs de Fibra en lloc dels de metall, romanent els interiors amb el quadre de comandament antic.
S'afegeixen les llandes amb ancoratge mitjançant 4 caragols i, a més, apareixen les versions dièsel GTD.
En 1983 es munten els quadres de comandament tipus foc, i spoiler sota el para-xoc davanter, s'afegeixen colors a la gamma i canvien entapissats, apareix la versió Turbo 110cv.
A la fi de 1984 es canvien les graelles davanteres i se'ls posa una franja de color de la carrosseria en la seva part superior, apareix per al mercat espanyol el GTL (1647cc), Turbo 125cv i GTX.
En 1986 cessa la producció del Renault 18 a Espanya.

## Taula de motors
| Motors de gasolina             | Motors de gasolina   | Motors de gasolina   | Motors de gasolina   | Motors de gasolina   | Motors de gasolina                              | Motors de gasolina                              | Motors de gasolina                              | Motors de gasolina                              | Motors de gasolina       | Motors de gasolina       | Motors de gasolina |
|                                | Base                 | TL                   | GTL                  | GTL                  | TS                                              | GTS                                             | GTS                                             | TX/GTX                                          | Turbo                    | Turbo                    |                    |
| ------------------------------ | -------------------- | -------------------- | -------------------- | -------------------- | ----------------------------------------------- | ----------------------------------------------- | ----------------------------------------------- | ----------------------------------------------- | ------------------------ | ------------------------ | ------------------ |
| Període                        | 1979-1984            | 1978-1986            | 1978-1982            | 1982-1986            | 1978-1982                                       | 1978-1982                                       | 1982-1983                                       | 1984-1985                                       | 1980-1982                | 1982-1985                |                    |
| Tipus de motor                 | L4 8v, carburació    | L4 8v, carburació    | L4 8v, carburació    | L4 8v, carburació    | L4 8v, carburació                               | L4 8v, doble carburació                         | L4 8v, doble carburació                         | L4 8v, doble carburació                         | L4 8v, carburació, turbo | L4 8v, carburació, turbo |                    |
| Identificació del motor        | C1J                  | C1J                  | C1J                  | A2M-843              | A2M-843                                         | A2M-843                                         | A6M-843                                         | J6R-829                                         | A5L-807                  | A5L-807                  |                    |
| Diàmetre x carrera             | 73.0 mm x 76.0 mm    | 73.0 mm x 76.0 mm    | 73.0 mm x 76.0 mm    | 79.0 mm x 84.0 mm    | 79.0 mm x 84.0 mm                               | 79.0 mm x 84.0 mm                               | 79.0 mm x 84.0 mm                               | 88.0 mm x 82.0 mm                               | 77.0 mm x 84.0 mm        | 77.0 mm x 84.0 mm        |                    |
| Cilindrada                     | 1397 cm³             | 1397 cm³             | 1397 cm³             | 1647 cm³             | 1647 cm³                                        | 1647 cm³                                        | 1647 cm³                                        | 1995 cm³                                        | 1565 cm³                 | 1565 cm³                 |                    |
| Relació de compressió          | 9.2: 1               | 9.2: 1               | 9.2: 1               | 9.3: 1               | 9.3: 1                                          | 9.2: 1                                          | 9.2: 1                                          | 9.2: 1                                          | 8.6: 1                   | 8.6: 1                   |                    |
| Potència màxima: CV (kW) @ rpm | 64 CV (48 kW) @ 5500 | 64 CV (48 kW) @ 5500 | 64 CV (48 kW) @ 5500 | 74 CV (55 kW) @ 5500 | 80 CV (59 kW) @ 5500                            | 80 CV (59 kW) @ 5500                            | 96 CV (72 kW) @ 5750                            | 104 CV (78 kW) @ 5500                           | 110 CV (82 kW) @ 5000    | 125 CV (93 kW) @ 5500    |                    |
| Parell màxim: Nm @ rpm         | 103 Nm @ 3000        | 103 Nm @ 3000        | 103 Nm @ 3000        | 130 Nm @ 3000        | 121 Nm @ 3000                                   | 121 Nm @ 3000                                   | 132 Nm @ 3000                                   | 160 Nm @ 3250                                   | 181 Nm @ 2250            | 181 Nm @ 2250            |                    |
| Tracció                        | Davantera            | Davantera            | Davantera            | Davantera / Total    | Davantera                                       | Davantera                                       | Davantera                                       | Davantera / Total                               | Davantera                | Davantera                |                    |
| Transmissió                    | Manual, 5 velocitats | Manual, 5 velocitats | Manual, 5 velocitats | Manual, 5 velocitats | Manual, 5 velocitats / Automàtica, 3 velocitats | Manual, 5 velocitats / Automàtica, 3 velocitats | Manual, 5 velocitats / Automàtica, 3 velocitats | Manual, 5 velocitats / Automàtica, 3 velocitats | Manual, 5 velocitats     | Manual, 5 velocitats     |                    |
| Pes                            | 900 Kg               | 920 Kg               | 920 Kg               | 970 Kg               | 950 Kg                                          | 950 Kg                                          | 1010 Kg                                         | 1070 Kg                                         | 1040 Kg                  | 1040 Kg                  |                    |
| Velocitat màxima               | 154 km/h             | 154 km/h             | 154 km/h             | 162 km/h             | 163 km/h                                        | 163 km/h                                        | 178 km/h                                        | 178 km/h                                        | 185 km/h                 | 198 km/h                 |                    |
| Consum combinat (L/100 km)     | 8.7                  | 8.7                  | 8.7                  | 8.7                  | 8.4                                             | 8.4                                             | 8.4                                             | 8.1                                             | 9.2                      | 9.3                      |                    |

| Període                        | 1980-84                                     | 1984-1986            |
| Tipus de motor                 | L4 8v                                       | L4 8v, turbo         |
| Identificació del motor        | J8S                                         | J8S                  |
| Diàmetre x carrera             | 88.0 mm x 86.0 mm                           | 88.0 mm x 86.0 mm    |
| Cilindrada                     | 2068 cm³                                    | 2068 cm³             |
| Relació de compressió          | 21.5: 1                                     | 21.5: 1              |
| Potència màxima: CV (kW) @ rpm | 67 CV (50 kW) @ 4500                        | 88 CV (65 kW) @ 4250 |
| Parell màxim: Nm @ rpm         | 127 Nm @ 2250                               | 182 Nm @ 2000        |
| Tracció                        | Davantera / Total                           | Davantera            |
| Transmissió                    | Manual, 4 velocitats / Manual, 5 velocitats | Manual, 5 velocitats |
| Pes                            | 1015 Kg                                     | 1080 Kg              |
| Acceleració 0–100 km/h         | 16.8 s                                      | 11.8 s               |
| Velocitat màxima               | 156 km/h                                    | 175 km/h             |